# Berndt Wilhelm von Rehbinder
Berndt Wilhelm von Rehbinder, född 1668 troligen i Estland, död omkring 1738, var en svensk militär.
Berndt Wilhelm von Rehbinder var son till ryttmästaren Christoffer von Rehbinder och Maria Eleonora de la Barre. Han blev officer 1699, deltog som kornett vid Åbo läns kavalleriregemente i slaget vid Narva och utmärkte sig så att han två dagar därefter befordrades till ryttmästare vid Åbo, Nylands och Viborgs tremänningsregemente till häst. von Rebinder befordrades 1701 till major och konstituerades som överstelöjtnant. Han tjänstgjorde vid Nylands och Tavastehus läns kavalleriregemente då han blev fången vid kapitulationen vid Perevolotjna. von Rebinder återkom dock redan 1714 från fångenskapen och deltog därefter i kriget i Finland och norra Norge under återstoden av kriget. Åren 1717–1719 var han överste och chef för Nylands och Tavastehus läns kavalleriregemente samt 1719–1721 chef för Viborgs läns kavalleriregemente.